# Jacob van Kittensteyn

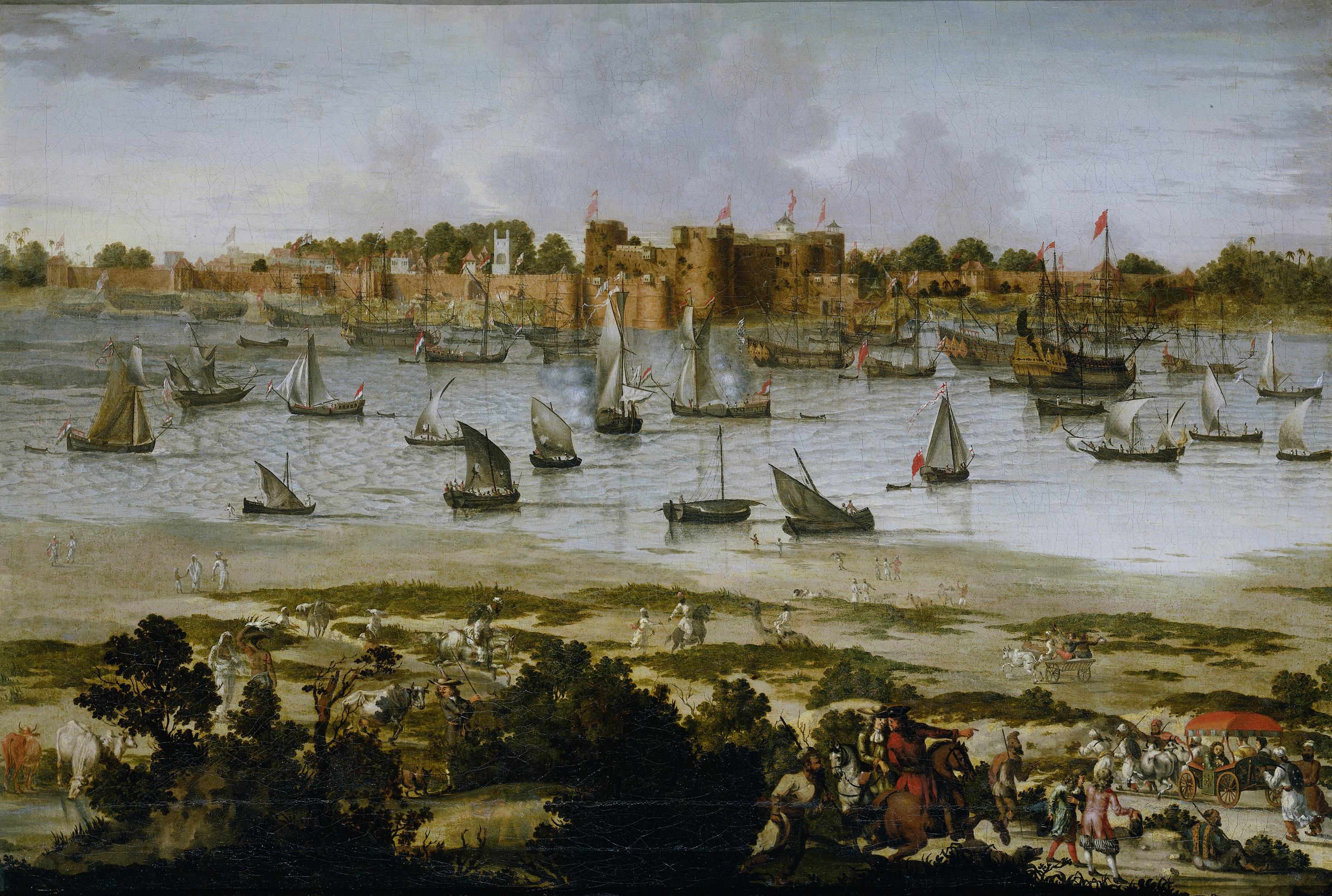
De ommuurde stad Suratte rond 1670

Jacob van Kittensteyn (Delft,? – Batavia, 26 december 1653) was een koopman in dienst van de VOC en van 1649 tot 1653 de vierde gouverneur van Ceylon.

## Biografie
Over de periode voordat hij in dienst trad van de VOC is niets bekend, behalve dat hij in Delft geboren was. Vermoedelijk was hij een zoon van Willem Luitsz. van Kittensteyn en een broer van de dichter, graveur en notaris Cornelis van Kittensteyn in Haarlem.
In 1635 vertrok hij als assistent met het schip Hof van Holland naar Azië en werd in Suratte in Gujerat, India geplaatst, waar hij in 1640 tot onderkoopman werd benoemd, en in 1643 tot koopman. In Suratte was dankzij de activiteiten van Pieter van den Broecke sinds 1616 een bloeiende vestiging ontstaan met een aantal kleinere kantoren in het achterland zoals Agra en Ahmedabad, waar Van Kittensteyn van 1644 tot 1646 hoofd was. Het intra-Aziatische handelsnetwerk was de grote kracht van de VOC ten opzichte van alle concurrenten, en Suratte was het centrum voor West-Azië. De belangrijkste exportproducten van Noord-West India, katoenen stoffen en de kleurstof indigo, konden in plaats van met zilver grotendeels betaald worden met de opbrengst van specerijen, vooral kruidnagels, waar in die regio grote vraag naar was. De katoenen stoffen werden weer verkocht in Indië. De indigo ging naar noordelijk Europa, waar de Hollanders de markt voor het populaire product domineerden.

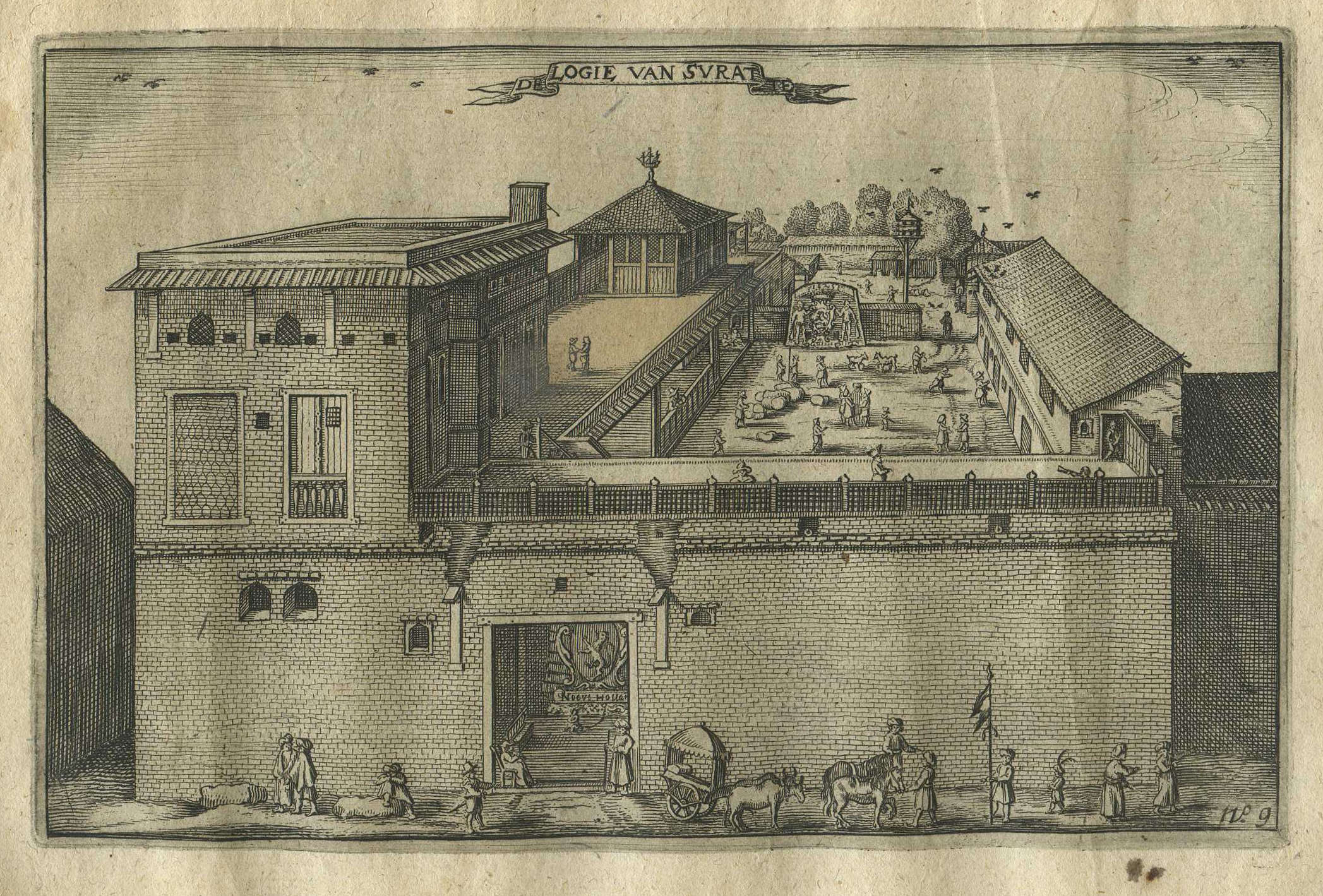
De factorij van de VOC in Suratte in 1629

Na 14 jaar in deze regio gediend te hebben dacht Van Kittensteyn erover om weer terug naar Holland te gaan, maar de Raad in Batavia haalde hem over tot een verlenging van 3 jaar met een twee keer zo hoog salaris. Per 25 september 1649 werd besloten hem als bevelhebber naar Ceylon te sturen ter aflossing van Johan Maetsuycker. Zijn titel was president. Vanaf april 1652 werd die titel veranderd in gouverneur.
Op 25 februari 1650 kwam hij aan in het VOC hoofdkwartier in Galle. Hier kwam hij in aanzienlijk onrustiger vaarwater terecht dan in Gujerat. In deze tijd was de aanwezigheid van de VOC in Ceylon nog tamelijk precair, tussen aan de ene kant de Portugezen in Colombo en aan de andere kant het leger van Raja Singha II, de koning van Kandy, die de Hollanders bleef vragen samen naar Colombo op te trekken maar een onbetrouwbare bondgenoot was, die niet zou nalaten de twee Europese machten tegen elkaar uit te spelen. In deze driehoekige machtsbalans was het van belang zelf de sterkste te zijn, en Van Kittensteyn vroeg de Raad in Batavia om 4000 soldaten te sturen om Colombo te kunnen veroveren, maar de Eerste Engelse Zeeoorlog was aan de gang en er konden nergens troepen gemist worden. Bovendien beoordeelde men Colombo als te sterk om met een aanval te veroveren, maar daarentegen vrij gemakkelijk om te belegeren en uit te hongeren met de kleine krijgsmacht die in Ceylon al aanwezig was.

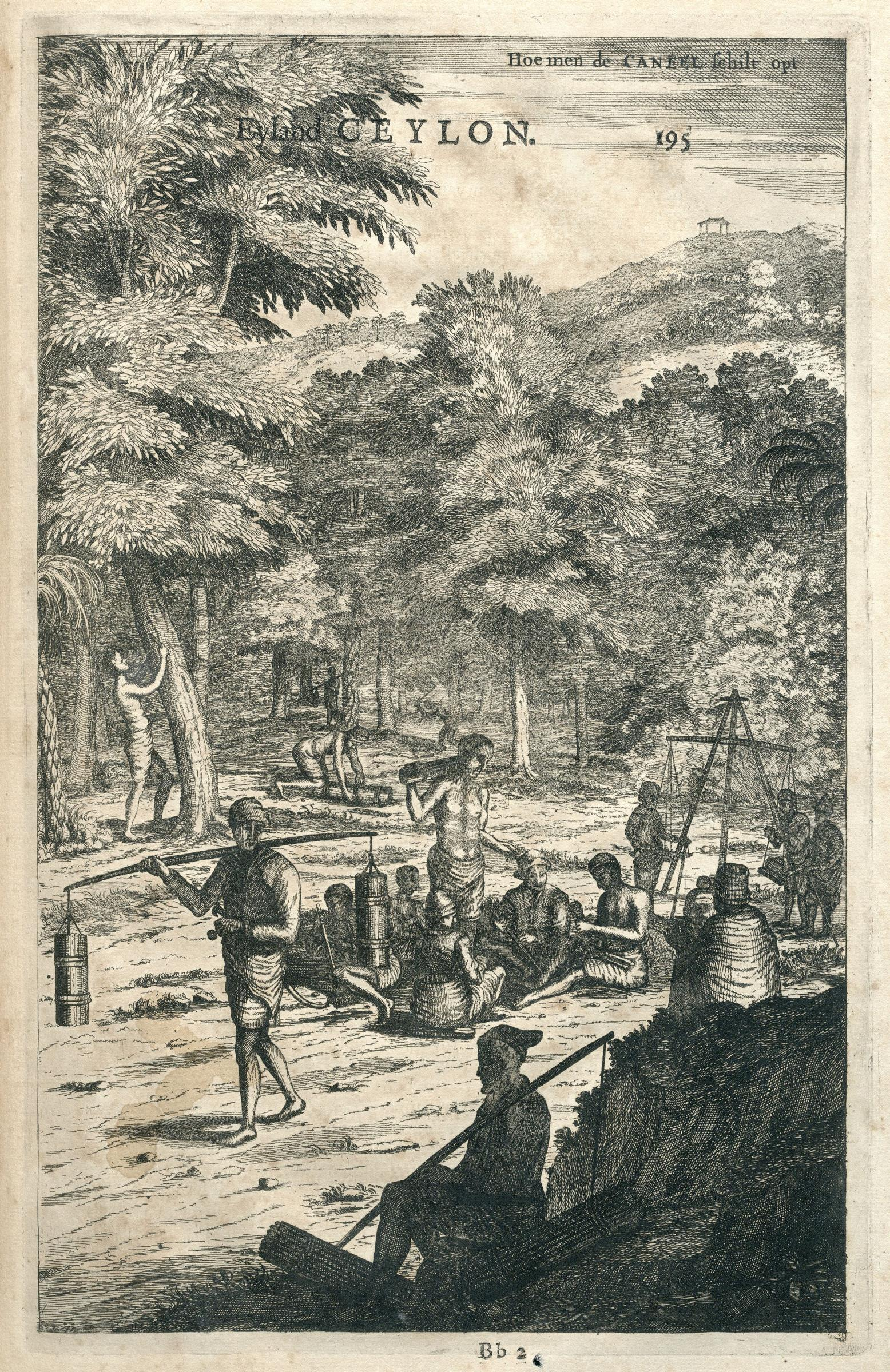
Kaneelschillers en kaneelbomen

Wel werd in het vaarseizoen de haven van Colombo geblokkeerd, en ook de Portugezen hadden het moeilijk. Ze hadden te kampen met voedseltekorten en rebellie in eigen gelederen. Bevoorrading vanuit Goa lukte niet goed. Rond het fort van Kalutara, tussen Galle en Colombo, kwam het af en toe tot gevechten, waarbij het fort een paar maal van eigenaar wisselde.
Ondanks deze onzekere situatie begon de export van kaneel, die in het achterland van Galle overvloedig aanwezig was, een vlucht te nemen. In deze periode werd jaarlijks voor zo'n 250.000 pond kaneel naar Europa geëxporteerd. De prijs van kaneel in Europa steeg ook, zodat in de tien jaar daarna de jaarlijkse exportwaarde zou verviervoudigen. Ook begon men met de handel in twee andere exportproducten van de zuidwesthoek van Ceylon: olifanten en arecanoten. De olifanten werden verkocht aan vorsten uit Bengalen en India, die de dieren met speciaal geprepareerde dhows lieten ophalen in Galle en Matara. De arecanoten (betelnoten) waren voor de Indiase markt en gingen naar Pulicat, destijds het hoofdkantoor van de VOC aan de Coromandel kust.
Ondertussen werd Raja Singha af en toe van kostbare geschenken voorzien, en Van Kittensteyn kreeg daarvoor in 1651 drie olifanten en een 'borstjuweel' terug. De olifanten kwamen goed van pas. Ze werden geschonken aan de vorst van Golkonda. Ook wenste Raja Singha als God geadresseerd te worden, zoals zijn onderdanen deden, maar dat vond Van Kittensteyn te ver gaan.
Omdat Raja Singha zijn eigen mensen niet vertrouwde vroeg hij Van Kittensteyn in mei 1653 of hij hem een lijfwacht kon sturen van drie of vierhonderd VOC soldaten. Het leek Van Kittensteyn belangrijk Raja Singha gunstig te stemmen, maar zoveel mensen kon hij niet missen. Er waren destijds naar schatting niet veel meer dan 1000 Hollanders in Ceylon. Uiteindelijk werden 24 soldaten met een vaandrig, een sergeant, een adelborst en twee korporaals naar Kandy gestuurd, en later volgden vanuit Batavia nog een hogere officier en een dokter.
Van Kittensteyn bleef gouverneur tot september 1653, waarna hij werd opgevolgd door Adriaan van der Meijden, die daarvoor opperhoofd van Negombo was.
Op 20 september vertrok hij naar Batavia. Onderweg werd hij echter ziek, en kwam op 4 december in slechte toestand aan. Op 26 december stierf hij.